# Alioum Fantouré
Alioum Fantouré (* 27. November 1938 in Forécariah) ist ein guineischer Schriftsteller französischer Sprache.

## Leben und Werk
Alioum Fantouré besuchte weiterführende Schulen und studierte in Frankreich und Belgien. Sein Spezialgebiet war die Wirtschaft der Entwicklungsländer. Sein 1972 veröffentlichter Roman Le Cercle des Tropiques, der die Entkolonialisierung und die darauf folgende Diktatur eines afrikanischen Staates beschrieb, erhielt 1973 den Grand Prix littéraire de l’Afrique noire, wurde seither noch dreimal aufgelegt, ins Englische übersetzt und gehört zu den Klassikern der frankophonen afrikanischen Literatur. 7 weitere Romane folgten.

## Werke
- Le Cercle des tropiques. Présence africaine, Paris 1972, 1980, 1992, 2000. (englisch, Univ. of Virginia Press, 1989)
- Le Récit du cirque de la vallée des morts. Roman. Buchet-Chastel, Paris 1975.
- Le Livre des cités du termite. 4 Bde. Présence africaine, Paris 1979–1995.
  - L’Homme du troupeau du Sahel. 1979.
  - Le Voile ténébreux. 1985.
  - Le gouverneur du territoire. 1995.
  - L’arc-en-ciel sur l’Afrique. 2001.
- Hiver des migrants. Publibook, Saint-Denis 2016.
- Un si beau fleuve tranquille. Présence africaine, Paris 2021.